# Stora Granskär (Geta, Åland)
Stora Granskär är en ö i Åland (Finland). Den ligger i den nordvästra delen av landskapet, 30 km norr om huvudstaden Mariehamn.